# Dvorec (Chyše)
Dvorec (německy Wurz) je malá vesnice, část města Chyše v okrese Karlovy Vary v Karlovarském kraji. Nachází se asi pět kilometrů jihovýchodně od Chyš. Dvorec leží v katastrálním území Jablonná u Chyší o výměře 3 km².

## Historie
První písemná zmínka o vesnici pochází z roku 1487.

## Obyvatelstvo
Při sčítání lidu v roce 1921 zde žilo třicet obyvatel (z toho šestnáct mužů) německé národnosti a římskokatolického vyznání. Podle sčítání lidu z roku 1930 měla vesnice 31 obyvatel se stejnou národnostní a náboženskou strukturou.
|                                                                | 1869 | 1880 | 1890 | 1900 | 1910 | 1921 | 1930 | 1950 | 1961 | 1970 | 1980 | 1991 | 2001 | 2011 | 2021 |
| -------------------------------------------------------------- | ---- | ---- | ---- | ---- | ---- | ---- | ---- | ---- | ---- | ---- | ---- | ---- | ---- | ---- | ---- |
| Obyvatelé                                                      | 27   | 39   | 43   | 36   | 28   | 30   | 31   | 20   | 18   | 14   | —    | —    | 1    | 3    | —    |
| Domy                                                           | 7    | 7    | 7    | 7    | 7    | 5    | 7    | 7    | —    | 4    | —    | 2    | 2    | 3    | 2    |
| Počet domů z roku 1961 je zahrnut v domech místní části Chyše. |      |      |      |      |      |      |      |      |      |      |      |      |      |      |      |

## Obecní správa
Při sčítání lidu v letech 1869–1950 Dvorec byl osadou obce Jablonná, se kterým patřil nejprve do okresu Žlutice, ale v roce 1950 v okrese Podbořany. Od roku 1960 je částí města Chyše v okrese Karlovy Vary.